# 신체관통형

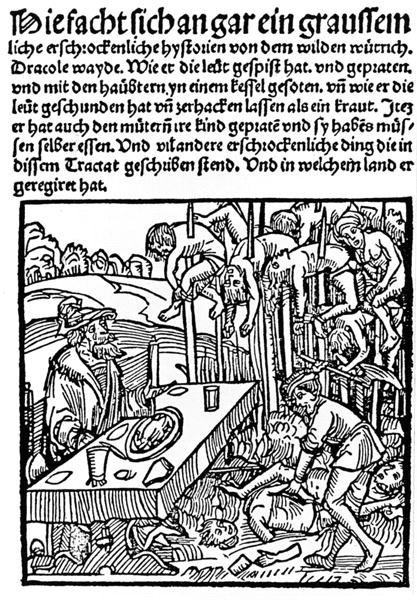
꿰뚫기형에 처해진 죄수들을 보면서 식사를 하는 블라드 3세(드라큘라)를 묘사한 목판 판화.

신체관통형(身體貫通刑) 또는 꿰뚫기형(Impalement)는 인간의 신체에 물건이 밀려 들어가 깊은 상처를 입게 만드는 것을 말한다. 현대 마술 쇼에서는 임페일드(Impaled)라고 하여 사람이 날카로운 물체에 꿰뚫린 것처럼 눈속임을 쓴다.

## 고문 및 사형 용도
역사적으로 고문 및 사형 방법으로써의 꿰뚫기는 사람을 긴 물체로 관통시키는 것을 일컫는 용어였는데, 보통 사람의 직장이나 입(여자의 경우 질)으로 말뚝을 찔러 넣었다. 이 방법을 사용하면 당사자는 고통스럽게 죽게 되는데, 죽는 데 며칠이 걸리기도 했다. 말뚝은 종종 땅에 박아 놓았으며, 죄수는 말뚝에 꽂힌 채로 서서히 죽음을 맞게 된다.
꿰뚫기 형벌은 사형수가 오랫동안 죽지 않게 하기 위한 취지로 사용되었는데, 꿰뚫기는 출혈량을 최소화하여 사형수의 의식이 오래 지속되도록 만들고(3일 정도), 고통을 보다 오래 느끼도록 하였다.
보통 죄수들은 꿰뚫기형을 받기 전 구경꾼들 앞에서 고문 및 폭행을 당했다. 이후 성기와 항문 사이 부위를 도려낸 뒤 그 부위에 끝이 뭉툭한, 튼튼한 막대기를 꽂았다. 뭉툭한 장대는 죄수의 몸무게 때문에 점점 몸 속으로 파고 들었다. 죄수가 발버둥칠수록 장대가 몸 안에 파고드는 속도는 더욱 빨라졌으며, 희생자의 생명 유지에 필요한 장기 기관을 관통하면서 죽음을 재촉한다.
장대는 종종 흉골 위로 뚫고 나왔는데, 집행자들은 죄수의 몸이 꽂힌 장대에서 미끄러져 내려오지 않도록 죄수의 턱 방향을 향해 장대를 찌르는 각도를 조정했다.

## 역사

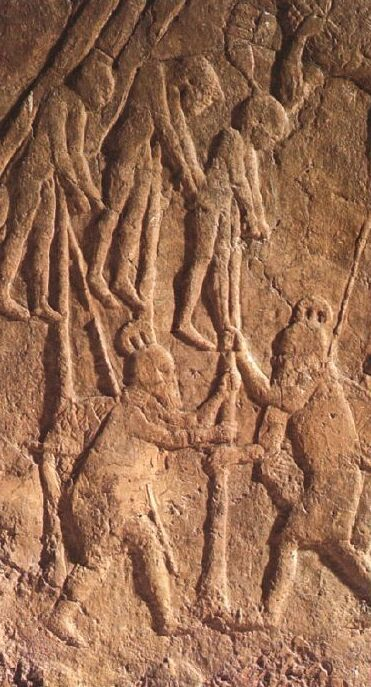
신 앗시리아 제국의 부조에 새겨진, 꿰뚫기형에 처해진 유대인들의 모습.

고대 근동에서 꿰뚫기는 사형 방법 중 하나였는데, 이 시대의 부조 벽화 및 조각상을 통해 그 존재를 알 수 있다.  고대 그리스 역사가 헤로도투스가 쓴 책 '역사'에 의하면(3.159) 페르시아의 다리우스 1세는 바빌로니아를 점령했을 때 포로 3천 명을 말뚝형에 처했다고 한다. 이 기록은 베히스툰 비문에도 남아 있다.
고대 작가들은 카르타고에서도 전투 중 배신 및 임무 수행 실패에 대한 처벌로 다른 고문형과 조합하여 십자가형(여기에는 꿰뚫기형도 포함되었을 것이다)이 사용되었다고 기록했다.
꿰뚫기형은 중세 시대 전반에 걸쳐 아시아와 유럽에서 자주 사용되었다. 블라드 3세 드라큘라는 오스만 제국의 수도 콘스탄티노플에 죄수로 붙잡혀 있을 때 이 꿰뚫기형을 습득했고, 이후 수많은 자신의 적대자들을 이 방법을 사용하여 처형했다. 이반 4세도 이 사형법을 즐겨 쓴 전설적 인물 중 한 명이다. 몽골군들 역시 이 방법을 사용했다고 한다.
14세기에서 18세기에 걸쳐 폴란드-리투아니아 연합에서는 꿰뚫기형이 중대한 내란죄에 대한 전통적 처형법이었다.
17세기 스웨덴에서는 예전 덴마크 영토였던 스코네 지방에서의 레지스탕스 군들을 처형할 때 꿰뚫기형을 사용했는데, 말뚝을 희생자의 척추와 피부 사이에 밀어 넣었다. 이 방법에 의하면 죄수는 4 ~ 5일 동안 죽지 않고 살아 있었을 것으로 추측하고 있다.
남아프리카의 줄루족도 임무에 실패했거나 전투 중 공포를 보인 전사에 대한 처벌법으로 이 말뚝형을 사용했다.
아라우칸족의 지도자 카우폴리칸은 스페인 정복자들에 의해 이 형벌을 받고 죽음을 당했다. 스페인 사람들은 카우폴리칸을 말뚝 위에 앉혀 놓고 그의 아내가 남편이 죽어가는 과정을 강제로 지켜보도록 했다.

## 같이 보기
- 교수형
- 참수